# Мазуренко, Мая Тимофеевна
Ма́я (в некоторых источниках — Майя) Тимофе́евна Мазуре́нко (19 октября 1935, Тбилиси, СССР — 25 июня 2013) — советский и российский учёный, ботаник, доктор биологических наук, специалист в области морфологии растений, экологии, теории эволюции, интродукции.

## Биография
Родилась в семье Вероники Генриховны Зельгейм, заведующей библиотекой Батумского ботанического сада, и Тимофея Мазуренко. Однако родители скоро расстались. Дед Маи Тимофеевны Генрих Антонович Зельгейм был известным учёным-мелиоратором.
В 1954 году, окончив школу, Мая Тимофеевна поступила во Всесоюзный сельскохозяйственный институт заочного образования (ВСХИЗО) на плодоовощной факультет. Одновременно устроилась на работу в Батумский ботанический сад, где трудилась садоводом в семенной лаборатории. В 1959 году вышла её первая научная работа, посвящённая мексиканскому огурцу. В том же году Майя Тимофеевна встретила своего будущего мужа Андрея Павловича Хохрякова. Дипломную работу Майя Тимофеевна посвятила хурме восточной, и после окончания института в 1960 году вышла замуж.
Супруги переехали в Москву, где Майя Тимофеевна работала лаборантом в отделе флоры главного ботанического сада АН СССР. Неоднократно выезжала в экспедиции: 1965 — в Башкирию, 1966 — на Южный Урал, 1967 — на Камчатку, 1968 — Якутию, 1969 — в Магаданскую область и на Камчатку, 1970 — на Саяны.
В 1967 году Мая Мазуренко стала соискателем, изучала возможность внедрения в культуру жимолости съедобной, занималась внутривидовой изменчивостью голубых жимолостей, исследовала растения Большого и Малого Кавказских хребтов, исследовала вопрос заносных видов Закавказья.
В 1970 году в Магадане открылся институт биологических проблем Севера АН СССР (ИБПС), и Мая Тимофеевна вместе с Андреем Павловичем переехали в Магадан. Несмотря на наличие двух детей Мазуренко вплоть до 1984 года ежегодно принимала участие в различных экспедициях, объездила Дальний Восток, Чукотку, Колымское нагорье. Были экспедиции и в Юго-Восточную Азию, Средиземноморье и на Кубу. В 1974 году в Москве, в главном ботаническом саду Мая Тимофеевна успешно защитила кандидатскую диссертацию по теме «Системы побегов и циклы их развития на примере семейства Жимолостные». В этой работе Мазуренко разработала фундаментальное понятие основного цикла у кустарников. Позднее выявленные закономерности будут отмечены и у кустарников других семейств. Научные разработки Мазуренко по данному направлению вылились в совместную с мужем монографию «Структура и морфогенез кустарников», вышедшую в 1977 году, но сохраняющую своё научное и методическое значение до настоящего времени. Затем Мая Тимофеевна занялась изучением семейства вересковых. Её изыскания в этой области нашли отражение в различных статьях и двух монографиях.
В 1986 году Мазуренко успешно защитила докторскую диссертацию теме «Биоморфологические адаптации растений Крайнего Севера», защита проходила в Центральном сибирском ботаническом саду СО АН РАН в Новосибирске. После Магадана супруги переехали в Батуми, где Мая Тимофеевна вновь работала в местном ботаническом саду. Однако события 1992 года вынудили уехать в Россию, в Москву. Позднее Мая Тимофеевна получила должность директора в ботаническом саду Тверского государственного университета.
На этой должности Мая Тимофеевна добилась передачи в ведение ботанического сада Чуприяновского питомника, провела реорганизацию питомника. С 1993 года ежегодно проводились экспедиции по изучению флоры Смоленской области. Мая Мазуренко положила начало гербарию Ботанического сада ТвГУ, добилась выделения для этого отдельного помещения в здании университета. Совместно с Андреем Павловичем Хохряковым принимала участие в девяти экспедициях по программе «Северо-Восточная Азия», в которых изучала флору малоизученных регионов северо-восточной Турции и Непала. Из этих экспедиций она привозила различный гербарный материал и семена.
Также под руководством Маи Тимофеевны изменился и Ботанический сад, была проведена работа по благоустройству партера, созданию систематического участка, иридария и экспозиций цветочных культур. Сад был открыт для посещения, активно сотрудничал с местными средствами массовой информации, регулярно принимал участие в праздновании дня города в Твери. Результатом изменений стало вступление Ботанического сада ТвГУ в Международный совет ботанических садов по охране растений (BGCI), что позволило улучшить научный статус ботанического сада. При ботаническом саду ТвГУ была создана аспирантура, в которую поступило 4 аспиранта.
Несмотря на массу административной работы Мая Мазуренко продолжала и научную деятельность, неоднократно принимала участие в работе различных конференций и симпозиумов как в России, так и во Франции, Германии и Турции. Вела исследования в области биоморфологии, классификации экологических типов, модульной организации растений. Занималась и преподавательской работой, читала оригинальный курс по биоморфологии растений, лекции по растениеводству, проводила практические занятия по различным дисциплинам.
В 1998 году скончался Андрей Павлович Хохряков, после чего Мая Тимофеевна переехала в Москву. С 1998 по 2000 года Мазуренко была профессором Московского педагогического государственного университета, читала лекции по систематике растений. В 2002 году она стала старшим научным сотрудником кафедры геоботаники МГУ. Разрабатывала оригинальный курс по биоморфологии растений тропиков и субтропиков. Продолжала разработку проблем модульной организации растений, биоморфологического метода интродукции растений. Позднее вновь сменила работу и трудилась во Владивостоке, в ботаническом саду института РАН ведущим научным сотрудником в лаборатории природной флоры Дальнего Востока.
Скончалась 25 июня 2013 года.

## Труды
Мая Тимофеевна Мазуренко является автором более 200 научных статей, а также 5 монографий. Кроме того, она известный популяризатор ботаники. По материалам, собранным на севере она, вместе с Т. А. Москалюк опубликовала популярную книгу «Краски северного лета», а с 2000 года была одним из основных составителей популярной энциклопедии «Увлекательный мир растений».
Помимо ботанической литературы Мая Тимофеевна написала биографическую книгу о своём супруге, Андрее Павловиче Хохрякове и автобиографическую книгу «Утраченная Колхида».

### Избранные работы
- Мазуренко М. Т., Хохряков А. П. Структура и морфогенез кустарников / Отв. ред.  А. Г. Крылов ; АН СССР, Дальневосточный науч. центр, Ин-т биол. проблем Севера. — М.: Наука, 1977. — 160 с.
- Мазуренко М. Т. Рододендроны Дальнего Востока : структура и морфогенез / отв. ред.: А. П. Хохряков ; Акад. наук СССР Дальневост. науч. центр, Ин-т биол. проблем севера. — М.: Наука, 1980. — 229 с.
- Мазуренко М. Т. Вересковые кустарнички Дальнего Востока (Структура и морфогенез). — М.: Наука, 1982. — 184 с.
- Мазуренко М. Т. Биоморфологические адаптации растений Крайнего Севера / отв. ред.: А. П. Хохряков ; АН СССР, Дальневосточный науч. центр, Ин-т биол. проблем Севера. — М.: Наука, 1986. — 209 с.
- Мазуренко М.Т., Дунаев Е.А., Феоктистова Н.Ю. Удивительные растения. Энциклопедия для детей.. — М.: АСТ, 2001. — 420 с.
- Мазуренко М. Т., Головкин Б. Н., Черныш И. В. Загадочные растения: Детская энциклопедия. — М.: Астрель. — С. 398. — Я познаю мир с.
- Мазуренко М. Т. Вечнозеленая Колхида. — Кемерово: КРЭОО «Ирбис», 2009. — 193 с.
- Мазуренко М. Т., Москалюк Т. А. Краски северного лета: Рассказы о растениях. — 2-е изд., перер. и доп.. — Владивосток, 2009. — 195 с.